# Feliks Koneczny
Feliks Karol Koneczny (ur. 1 listopada 1862 w Krakowie, zm. 10 lutego 1949 tamże) – polski historyk i historiozof, bibliotekarz, krytyk teatralny, publicysta, twórca oryginalnej koncepcji cywilizacji.

## Życiorys

### Pochodzenie, rodzina i życie prywatne
Jego rodzina wywodziła się z Moraw, gdzie przodek dotarł z armią Jana III Sobieskiego w 1683. Syn Józefa (przybył jako młodzieniec do Krakowa) i Józefy z domu Brazda. Matka osierociła go jako kilkuletnie dziecko. Jego ojciec studiował, ale za udział w powstaniu krakowskim usunięto go z UJ, przez co podjął pracę na kolei, gdzie od stróża, poprzez magazyniera, został konduktorem. W 1865 powtórnie się ożenił z Heleną Nowakowską, z którą miał syna Józefa.
Koneczny jako student pojął za żonę Marcelę Kerč (z pochodzenia Czeszka, 1859–1935). Mieli córkę Bronisławę (1889–1951) i synów: Czesława (1890–1944, zamordowany przy tłumieniu powstania warszawskiego z żoną Marią) oraz Stanisława (1892–1944, aresztowany za udział w konspiracji w 1943, ścięty toporem).

### Wykształcenie
Ukończywszy szkołę podstawową, Feliks podjął naukę w gimnazjum św. Anny (1873). Początkowo nauka tam szła mu bardzo dobrze, jednak z czasem noty były coraz gorsze. W efekcie musiał powtórzyć klasę czwartą w Gimnazjum św. Jacka. W tej szkole sytuacja powtórzyła się – zaczął edukację z bardzo dobrymi wynikami, by potem się bardzo opuścić w nauce (do tego doszły m.in. wagary w klasie szóstej). Po licznych perturbacjach egzamin maturalny złożył jako ekstern w 1883.
W latach 1883–1888 studiował historię na Uniwersytecie Jagiellońskim, tytuł doktora uzyskał za pracę napisaną u Maksymiliana Iskrzyckiego: Najdawniejsze stosunki Inflant z Polską do r. 1393. Rozprawa jego spotkała się z dużym uznaniem recenzentów A. Lewickiego i W. Zakrzewskiego, którzy podkreślali „niepospolity talent kombinacyjny” doktoranta, chociaż jednocześnie zarzucali mu zbyt daleko idące wnioski, które jakoby wysuwał na podstawie zbyt „fragmentarycznych wiadomości”. Promocja doktorska Feliksa Konecznego odbyła się 2 lipca 1888 roku.

### Praca zawodowa i aktywność naukowa
W 1889–1890 prowadził badania w Archiwach Watykańskich. Po powrocie pracował naukowo w Archiwum Akademii Umiejętności. Następnie pracował w bibliotekach Akademii Umiejętności i Uniwersytetu Jagiellońskiego (1897–1919), jednocześnie działał m.in. w Klubie Słowiańskim, Towarzystwie Szkoły Ludowej i Uniwersytecie Ludowym.
W tym czasie publikował liczne artykuły w czasopismach: „Czas”, „Przegląd Polski”, „Głos Narodu” i miesięczniku „Świat Słowiański”, którego był redaktorem (1905–1914).
W czasie I wojny światowej w wyniku zarządzenia ewakuacji Krakowa (w związku z toczonymi na północ od miasta walkami) Koneczny z rodziną znalazł się na Morawach w miejscowości Stare Hamry. W tym okresie napisał m.in. następujące książki: Tadeusz Kościuszko (1917), Dzieje Rosji (1917) i jako redaktor Polska w kulturze powszechnej (1918).
Od 1919 r. pracował na Uniwersytecie Stefana Batorego w Wilnie jako zastępca profesora, gdzie habilitował się w 1920 r. pracą Dzieje Rosji do r. 1449. W 1922 r. uzyskał tytuł profesora. W latach 1922–1929 kierował katedrą historii Europy Wschodniej. W tym okresie współpracował z takimi czasopismami jak Kwartalnik Historyczny, Przegląd Powszechny, Ateneum Wileńskie, Ateneum Kapłańskie, Muzeum, Tęcza. Podczas pobytu w Wilnie kierował grupą uniwersytecką Obozu Wielkiej Polski.
Po osiągnięciu wieku emerytalnego Ministerstwo Wyznań Religijnych i Oświecenia Publicznego dwukrotnie przychyliło się pozytywnie wobec prośby Rady Wydziału Humanistycznego, by Koneczny mógł wykładać. W 1929 takiej zgody nie udzielono i profesor przeszedł na emeryturę. Filister honoris causa korporacji akademickiej Conradia.
W 1929 powrócił do Krakowa. W latach 30. odszedł w swej aktywności naukowej od problematyki historycznej i publikował przede wszystkim na tematy związane z historiozofią, etyką i religią. Wyrazem tego były następujące opracowania: O wielości cywilizacyj (1935), Święci w dziejach narodu polskiego (1937), Rozwój moralności (1938), Protestantyzm w życiu zbiorowym (1938), Kościół jako polityczny wychowawca narodów (1938). Publikował też w prasie katolickiej.
W czasie II wojny światowej w górnej części domu, w której mieszkał Koneczny, dokwaterowano rodziny niemieckie. Po wkroczeniu Armii Czerwonej zamieszkała tam Helena Blum. Po wojnie zarejestrowany na Uniwersytecie Jagiellońskim, lecz bez prawa prowadzenia działalności dydaktycznej, w latach 1946–1948 publikował liczne artykuły poświęcone głównie kwestiom samorządu i historii gospodarczej w „Niedzieli” i „Tygodniku Warszawskim”
Zmarł 10 lutego 1949 roku w Krakowie, pochowany w dwa dni później w grobowcu rodzinnym na Cmentarzu Salwatorskim (kwatera SC7-10-1).
23 września 2023 r. staraniem krakowskiego oddziału IPN odsłonięto nowy nagrobek na grobie Feliksa Konecznego i jego rodziny.

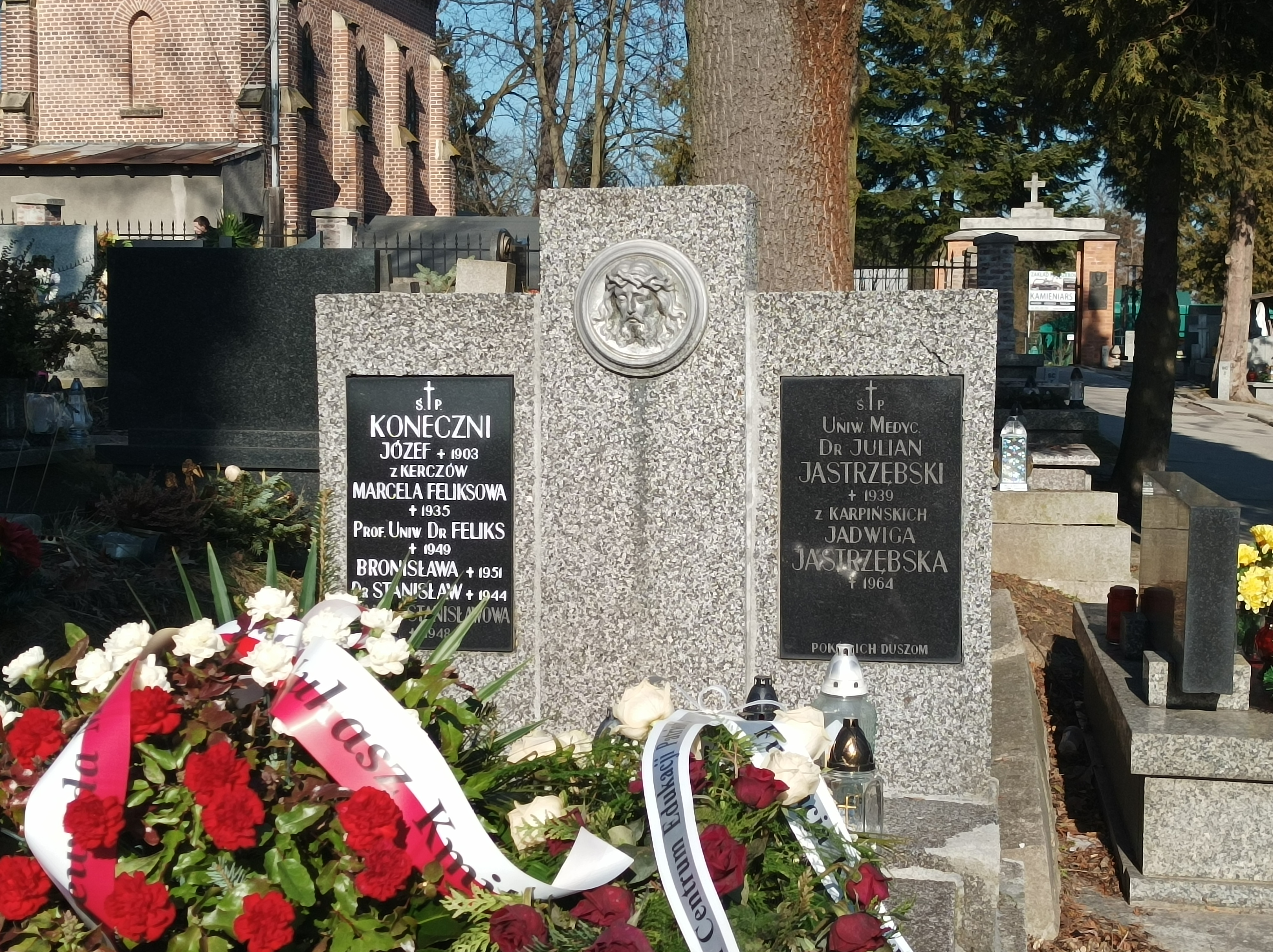
Grób prof. Feliksa Konecznego na cmentarzu Salwatorskim w Krakowie

## Twórczość

### Krytyka teatralna
Na przełomie XIX i XX w. Koneczny przez 9 lat (1896–1905) publikował sprawozdania teatralne w krakowskim miesięczniku „Przegląd Polski”. Należał do grona najwybitniejszych krytyków epoki, dbając o rzetelne przygotowanie się do oglądanych spektakli, a następnie obiektywne i wręcz naukowe ich zrecenzowanie. Koneczny opublikował 75 (jak je nazywał) krytyk, bez tytułów, w rubryce: Teatr krakowski.

### Historia
W pracach historycznych Koneczny zajmował się historią Europy Środkowej i Wschodniej głównie w okresie średniowiecza i wczesnej nowożytności. Interesowały go zwłaszcza kwestie związane z zakonem krzyżackim oraz stosunki Polski i Litwy ze wschodnimi sąsiadami. Niektóre z jego prac syntetycznych miały charakter pionierski (Dzieje Ślązka). Obok prac naukowych publikował także dzieła popularyzatorskie i podręcznikowe, jak Dzieje narodu polskiego dla młodzieży (1889), Dzieje Śląska (1897) czy Dzieje Polski za Piastów (1902) i Dzieje Polski za Jagiellonów (1903).
Pod względem metodologicznym uważał, że fakty historyczne należy wyjaśniać w kontekście jego cywilizacyjnego podłoża. Łączył więc historiografię ze swoją teorią cywilizacji. Opisując historię Polski, wskazywał, że jej konflikty z krajami sąsiednimi miały charakter cywilizacyjny: Polska opiera się na cywilizacji łacińskiej, Rosja na cywilizacji turańskiej (pochodzenia mongolskiego), a Niemcy na cywilizacji bizantyńskiej. Koneczny podkreślał pozytywny wpływ Kościoła katolickiego na rozwój społeczeństwa oraz dominującą rolę idei i instytucji w historii. Z biegiem czasu Koneczny publikował coraz mniej prac historycznych, a coraz więcej historiozoficznych.

### Historiozofia
Częścią dorobku Konecznego, która budziła najżywsze zainteresowanie jest jego filozofia historii. W swoich licznych pracach rozwijał oryginalną teorię cywilizacji, której zadaniem było określenie praw rządzacych dziejami ludzkości.
Początkiem rozważań cywilizacyjnych Konecznego była refleksja nad stosunkiem Polski do Europy, naszej wartości cywilizacyjnej w ogóle, prowadzona w 1917 roku. Zaowocowała ona artykułem Polska w kulturze powszechnej w dwutomowym dziele pod redakcją Feliksa Konecznego (1917 lub 1918). Był to jednocześnie początek prac nad książką O wielości cywilizacyj. Pierwszą obszerniejszą pracą historiozoficzną Konecznego było opublikowane w 1921 r. Polskie Logos a Ethos. Roztrząsanie o znaczeniu i celu Polski. Są to rozważania o celu Polski jako państwa i Polaków jako narodu. Cel taki pojmował on nie jako coś danego z góry, ale jako wybraną w sposób wolny ideę przewodnią, wokół której koncentrują się wysiłki narodu w danym okresie historycznym. Idea taka miałaby wynikać z okazanych w toku rozwoju danego narodu predyspozycji i uwzględniać potrzeby całej ludzkości. Koneczny twierdził, że miano narodu przysługuje tylko tym wspólnotom, które posiadają właśnie taki cel, inny niż własne przetrwanie. Celem Polski, zdaniem Konecznego, było głoszenie i dowodzenie nadrzędności prawa moralnego nad dążeniem za wszelką cenę do skuteczności w polityce, a także rozpowszechnianie idei dobrowolnej unii między narodami, której najdoskonalszy przykład widział w uniach polsko-litewskich. W roku akademickim 1926/27 Koneczny prowadził na Uniwersytecie Stefana Batorego całoroczne wykłady, w wymiarze 3 godzin tygodniowo, z przedmiotu „Wstęp do nauki o cywilizacji”. W tym czasie publikuje szereg artykułów i broszur historiozoficznych, m.in.: Różnolitość cywilizacyjna Słowiańszczyzny (1925), Bizantynizm niemiecki (1927), Kościół w Polsce wobec cywilizacji (1928), Zawisłość ekonomii od etyki (1932), w których kształtował własne rozumienie podstawowych dla swojej historiozofii pojęć takich jak: cywilizacja, trójprawo, pięciomian bytu (Quincunx), personalizm, indywidualizm, gromadność.
Historiozofia Konecznego uzyskała swój dojrzały kształt w książce O wielości cywilizacyj (1935) – na Zachodzie wydanej w 1962 w języku angielskim pod tytułem On the Plurality of Civilisations, do której przedmowę napisał Arnold Joseph Toynbee oraz traktowanej jako jej uzupełnienie książce Rozwój moralności (1938), a także w będących jej rozwinięciem niewydanych za jego życia książkach: Cywilizacja bizantyńska, Cywilizacja żydowska, Państwo i prawo w cywilizacji łacińskiej. Historiozofia była w jego ujęciu badaniem praw dziejowych. Prawa te rozumiał on jednak nie jako determinizm, ale jako stałe (wielokrotnie powtarzające się w dziejach) zależności między ideami, systemami społecznymi, politycznymi czy religijnymi. Krytykował historiozofie deterministyczne jak: marksizm, heglizm, teorie Towiańskiego, Hoene-Wrońskiego i Vico, a także rasizm i darwinizm społeczny. Uważał też, że nie można przy pomocy historiozofii przewidzieć przyszłego rozwoju ludzkości.

## Teoria cywilizacji

### Cywilizacje
Cywilizacja jest według Konecznego „metodą życia zbiorowego”. Koneczny w przeciwieństwie do znanej koncepcji Oswalda Spenglera nie uznawał cywilizacji za organizm, który rozwija się według zaplanowanego cyklu. Cywilizacje nie mają wpisanego okresu obumierania i śmierci i ich trwanie zależy wyłącznie od trwania woli w społeczeństwie.
Koneczny wyróżniał wiele cywilizacji (pluralizm) i zaprzeczał możliwości istnienia cywilizacji ogólnoludzkiej. Cywilizacjami rządzą prawa cywilizacyjne. Koneczny wyróżnił kilkadziesiąt cywilizacji historycznych, z których siedem istnieje współcześnie:
- arabska
- bizantyńska
- bramińska
- chińska
- łacińska
- turańska
- żydowska

Poddziałami i odmianami cywilizacji są kultury. Odróżniał się tym od tradycji niemieckiej, przeciwstawiającej sobie kulturę i cywilizację, lub (jak Spengler) opisującej cywilizację jako schyłkowy i skostniały etap rozwoju kultury. Koneczny nie wykluczał, że istniało i istnieje współcześnie znacznie więcej cywilizacji, jednak tylko te siedem obejmuje wielkie społeczności i ma rzeczywisty wpływ na historię świata.
Cywilizacje różnią się między sobą ustrojem życia społecznego. Krytykował tym samym wyróżnianie ich ze względów na rasy, języki czy religie. Opisując różnice ustrojowe cywilizacji wskazał, że leżą one m.in. w trójprawie, tj. różnicach w instytucjach prawa majątkowego, rodzinnego i spadkowego (trzech gałęziach istniejących  według niego we wszystkich społecznościach ludzkich) oraz w pojmowaniu abstraktów należących do tzw. quincunxu, czyli pięciomianu bytu: zdrowia, bogactwa, dobra, prawdy oraz piękna. Najwięcej różnic dostrzega Koneczny w sferze etyki, między różnymi etykami dostrzega on formalne podobieństwa, a mianowicie siedem generaliów – pojęć występujących we wszystkich znanych etykach: obowiązek, bezinteresowność, odpowiedzialność,
sprawiedliwość, sumienie, stosunek do czasu i pracy. Pod te formalne pojęcia każda etyka podkłada własną różnorodną
treść.
Między cywilizacjami nie może być syntez, bowiem sprzeczności między różnymi etykami są nie do pogodzenia. Próby mieszania cywilizacji kończą się, bądź to zdominowaniem jednej cywilizacji przez drugą (najczęściej dominującą jest
ta, która nakłada mniejsze obowiązki moralne), bądź też powstaniem acywilizacyjnej, niezdolnej do rozwoju a często i
przetrwania, mieszanki. Przykładowo w Polsce według Konecznego oprócz dominującej cywilizacji łacińskiej występują wpływy cywilizacji żydowskiej, a także w małym stopniu bizantyjskiej i turańskiej. W poszczególnych cywilizacjach różny jest stosunek jednostki do społeczeństwa, władzy, czy wreszcie Boga. Pod tym kątem Koneczny wyróżnił dwa szeregi pojęć: gromadnościowy i personalistyczny:

### Quincunx
Centralnym pojęciem teorii cywilizacji Konecznego jest Quincunx. Jest to „pięciomian bytu” lub czynnik
cywilizacjotwórczy. Łączy on pięć kategorii: dobro, prawdę, zdrowie, dobrobyt, piękno.
Feliks Koneczny w swoich badaniach poszukiwał formuły lub czynnika opisującego wszystko co ogólnoludzkie, łączącego dzieła bytu materialnego i moralnego, istniejącego we wszystkich cywilizacjach i kulturach we wszystkich
epokach. Wyróżnił pięć kategorii bytu – w sferze duchowej (wewnętrznej) to dobro i prawda (przyrodzona i nadprzyrodzona), w sferze cielesnej (zewnętrznej) to zdrowie i dobrobyt. Za sferę łączącą
kwestie ducha i ciała uznał piękno. Łącznie tym pięciu kategoriom bytu nadał miano quincunx.
Kategorie quincunxa nie występują zupełnie oddzielnie, istnieją związki między nimi, wręcz się wzajemnie przenikają i jedne od drugich zależą. Normalny rozwój cywilizacji i kultury wymaga jednakowego uwzględniania dwóch dziedzin życia –
duchowej i fizycznej. Między pięcioma kategoriami quincunxa winna panować współmierność i harmonia, nie może zachodzić sprzeczność. Jeśli takowa się pojawia decydującą rolę winno odgrywać dobro (hegemonia kategorii etycznej).
Zdaniem Konecznego różne podejście do quincunxa jest źródłem różnorodności cywilizacyjnej. Znaczącą rolę odgrywa quincunx już w pierwotnych społeczeństwach o ustroju rodowym. Ród jest spajany
przez przestrzeganie wspólnych norm (trójprawo familijne, majątkowe i spadkowe). Większe zrzeszenia powstają wskutek łączenia się rodów w plemiona a plemion w ludy. Jednak warunkiem niezbędnym do łączenia się w
liczniejsze zrzeszenia jest identyczność quincunxa albo co najmniej daleko idące w nim analogie. W grę wchodzi tutaj prawo współmierności, co nie jest współmierne będzie zwalczane. Zgodność we współmierności stanie się metodą w ustroju
życia zbiorowego. Każda z cywilizacji jest odrębną, swoistą metodą życia zbiorowego.

### Dwa szeregi pojęć
- Gromadność a personalizm

Rozstrzyga czy celem ustroju społecznego jest dobro osoby czy grupy. Podstawową metoda rozpoznawania, którą z tych wartości preferuje dana cywilizacja, jest dla Konecznego, sposób modlitwy – czy człowiek zwraca się do bóstwa jako jednostka (personalizm), czy jako przedstawiciel jakiejś grupy, np. plemienia, kasty czy państwa (gromadność). Obok gromadności, jako przeciwieństwo personalizmu, bywa wymieniany przez niego indywidualizm. W personalizmie jednostka podlega (dla własnego dobra) ograniczeniom moralnym, natomiast indywidualizm oznacza brak wszelkich ograniczeń i w istocie kończy się tyranią najsilniejszej jednostki.
- Aprioryzm a aposterioryzm

Zależy od tego czy ustrój społeczny zmienia się pod wpływem doświadczeń, czy też pod wpływem teorii niewynikających z doświadczenia (opracowanych „metodą medytacyjną”).
- Negacja wszystkiego a historyzm

Powiązane z poprzednią parą. Istnienie lub brak w danym społeczeństwie żywej (rozwijającej się) tradycji obok „negacji wszystkiego” jako przeciwieństwo historyzmu Koneczny wymienia czasem sakralizacje obyczaju, czyli jego uświęcenie i niezmienność.
- Jednostajność a jedność w rozmaitości

Dwie wizje budowania jedności społeczeństwa. Jako dążące do jednostajności Koneczny uznawał wszystkie społeczeństwa, w których istniała biurokracja.
- Mechanizm a organizm

Powiązane z poprzednią parą. Rozumienie społeczeństwa jako mechanizmu, który w razie wadliwego funkcjonowania wymaga biurokratycznej reformy, lub jako organizmu, który posiada zdolność do samoleczenia – oddolnej naprawy. Mechanizmami są państwa centralistyczne zarządzane przez biurokrację. Organizmami – państwa lub społeczeństwa z rozbudowanym samorządem.
- Monizm a dualizm prawny

Istnienie wyłącznie prawa prywatnego (monizm) lub prywatnego i publicznego.
Większość cywilizacji posiada pojęcia obu ciągów. W pełni personalistyczna jest według Konecznego jedynie cywilizacja łacińska.

### Prawa cywilizacyjne
Koneczny wskazywał, że relacjami między cywilizacjami rządzą „prawa cywilizacyjne”, czyli prawidłowości rządzące poziomem rozwoju, osiągnięć społeczeństwa w danym okresie historycznym, ze szczególnym uwzględnieniem kultury materialnej i techniki, będącej wskaźnikiem opanowania przez ludzi sił przyrody i wykorzystywania jej bogactw.
Według Konecznego:
- Mieszanki cywilizacyjne giną, bo brak im spójności.
- Nie można być cywilizowanym na dwa sposoby.
- Cywilizacje na styku muszą się zwalczać.
- Przy równouprawnieniu i braku walki zwycięża niższa.
- Każda cywilizacja dąży do ucywilizowania sąsiadów na własną modłę.

### Charakterystyka poszczególnych cywilizacji

#### Cywilizacja łacińska
Cywilizacja łacińska wywodzi się z trzech źródeł:
- starożytnej Grecji, skąd zaczerpnięto dążenie do racjonalnego poznania prawdy (ukształtowane w filozofii starożytnej i rozwinięte przez nowożytną naukę);
- starożytnego Rzymu (prawo rzymskie), skąd zaczęrpnięto koncepcję prawa jako wyrazu dobra i słuszności;
- chrześcijaństwa, które przekształciło te źródła poprzez swoją etykę.

Jest cywilizacją niesakralną (czym różni się od cywilizacji żydowskiej i bramińskiej), wprowadzającą pojęcie narodu, ojczyzny  i języka ojczystego, z supremacją sił duchowych (czym różni się od cywilizacji turańskiej, bizantyńskiej, arabskiej i chińskiej).
Duży wpływ na jej rozwój odegrał Kościół katolicki, a katolicyzm i wywodząca się z niego etyka do dziś stanowi jej podstawę. Cywilizację tę charakteryzuje personalistyczne podejście do człowieka, a polityka podporządkowana jest moralności .
Zdaniem Konecznego to najdoskonalsza z istniejących cywilizacji. W pełni urzeczywistnia się w kulturze polskiej .

#### Cywilizacja bizantyńska
Ukształtowana w Cesarstwie rzymskim, a następnie w Cesarstwie Bizantyjskim, na przełomie starożytności i średniowiecza. Choć nazwę wzięła od państwa bizantyjskiego, to wiele jej cech było widocznych już w późnym cesarstwie rzymskim. Z dziedzictwa rzymskiego brała przede wszystkim prawo publiczne, które Koneczny uważał za efekt wpływów wschodnich, od początku obcy cywilizacyjnie Rzymowi i stanowiący jedną z przyczyn jego upadku. Jednocześnie wbrew rzymskiej tradycji, stawia prawo publiczne ponad prawem prywatnym. Religią tej cywilizacji jest chrześcijaństwo, ale głosi ona zwierzchność władzy politycznej nad duchową i niezależność polityki od moralności, władcy bizantyjscy nie tylko wyznaczali biskupów (w czym, w przeciwieństwie do świata zachodniego, nie spotkali się z żadnymi oporami Kościoła), ale rozstrzygali też spory dogmatyczne. Takie stanowisko musiało zdaniem Konecznego doprowadzić do trwałej schizmy w Kościele. Przedstawia on więc prawosławie jako produkt cywilizacji bizantyńskiej w kontraście do katolicyzmu, który stworzył własną cywilizację. Państwo w cywilizacji bizantyńskiej tworzyło potężną biurokrację i bardzo rozbudowane prawo, regulujące wszystkie dziedziny życia. Charakteryzowało się ono znacznym uciskiem fiskalnym powodującym niekiedy wyludnienie całych prowincji, czy masowe ucieczki na pustynie (jak było w Egipcie). Posiadało, w przeciwieństwie do większości państw średniowiecznych, stałą zaciężną armię. Historię Bizancjum Koneczny opisuje jako dzieje nieuniknionego upadku. Rozrośnięty do przesady aparat państwowy powoduje niedorozwój społeczeństwa, upadek nauki, sztuki i literatury. Długotrwałość tego upadku (zwłaszcza gdy porównamy ją z upadkiem cesarstwa zachodniego), tłumaczy on pozorną przewagą mechanizmu nad organizmem: mechanizm może działać nawet wtedy, gdy działanie to nie ma już żadnego celu. Rozwinięte społeczeństwo zachodnich prowincji cesarstwa zdaniem Konecznego po prostu nie chciało kontynuować jego ułomnych tradycji politycznych i wolało podporządkować się władcom barbarzyńskim (jako przykład takiego świadomego wyboru politycznego ukazuje on Kasjodora, którego uważa za jednego z twórców cywilizacji łacińskiej), podczas gdy na wschodzie mechanicznie podtrzymywano skazane na upadek państwo, wbrew interesom społeczeństwa (tej sprzeczności interesów dowodzi Koneczny licznymi przykładami obywateli cesarstwa cieszących się z podboju swoich prowincji przez barbarzyńców). Cywilizacja ta nie upadła jednak razem z państwem bizantyjskim, gdyż wcześniej na przełomie IX i X wieku opanowała znaczną część Niemiec, gdzie rozpropagowała ją cesarzowa Teofano. Stąd miały wynikać późniejsze walki cesarzy (zwłaszcza Fryderyka II) z papiestwem. Późniejszymi wcieleniami cywilizacji bizantyńskiej w Niemczech były zakon krzyżacki i Prusy (kultura niemiecko-bizantyńska). Podobnie jak na wschodzie cywilizacja ta wykształciła prawosławie, tak na zachodzie wykształciła protestantyzm, który znów podobnie jak prawosławie faktycznie uznał dominację władzy politycznej nad kościelną (cuius regio, eius religio). Zdaniem Konecznego Cywilizacja bizantyńska ma dziś znaczny i negatywny wpływ na większość państw zachodnich, co wyraża się m.in. w rozbudowie biurokracji i prawa ograniczającego coraz więcej dziedzin życia, eliminacji etyki z życia zbiorowego oraz militaryzacji.

#### Cywilizacja turańska
Ukształtowana w starożytności na terenach Wielkiego Stepu. Nie rozwinęła trwałych więzi społecznych wyższych niż rodowe, ludność łączy się natomiast w celach wojennych w ordy, które w razie powodzenia mogą przybrać potężne rozmiary, nie są jednak trwałe i rozpadają się wraz ze śmiercią wodza lub jego porażką. Największe ordy utworzyli Hunowie, Turcy i Mongołowie (autor wyróżniał także kultury ojgurską, afgańską i turecką), do tej cywilizacji należą także Rosjanie i Kozacy (turańsko-słowiańskie kultury moskiewska i kozacka). Cała aktywność polityczna w ramach tej cywilizacji ma zdaniem Konecznego charakter wojskowy. Władców nie obowiązuje moralność (stąd Koneczny mówił o indywidualizmie tej cywilizacji). Nie rozwinęła żadnej z nauk, jednak szybko przyswajała sobie wszelkie wynalazki w dziedzinie wojskowości. Uznaje równoprawność monogamii, poligamii i konkubinatu. Pozornie panuje w niej indyferentyzm religijny, jednak często religia była w jej ramach wykorzystywana jako przyczyna wojen, nie miała natomiast nigdy wpływu na moralność publiczną czy stosunki społeczne.

#### Cywilizacja żydowska
Jest cywilizacją sakralną, tj. taką, w której całe życie jednostki i społeczeństwa jest, lub przynajmniej powinno być, podporządkowane prawu religijnemu. Podstawą tego prawa jest u Żydów Tora, ale za charakterystyczną cechę tej cywilizacji, odróżniającą ją od innych cywilizacji sakralnych np. bramińskiej, Koneczny uważał, że prawa są w niej wypierane przez kolejne komentarze do nich i tak Tora została wyparta przez Talmud, ten zaś był wypierany przez kolejne komentarze i skróty (najważniejsze autorstwa Mojżesza Majmonidesa czy Mojżesza Mendelssohna) i wreszcie w niektórych środowiskach żydowskich przez Kabałę. To wyparcie nie oznaczało oczywiście dogmatycznego odrzucenia, Żydzi talmudyści dalej uznawali pierwotność Tory, ale było praktycznym zaprzestaniem badań nad wcześniejszymi tekstami i odwoływania się do nich. Tak więc faktyczne prawo żydowskie, mimo że z definicji jako sakralne powinno być niezmienne, w rzeczywistości zmieniało się pod wpływem komentarzy dostosowujących je do zmiennych okoliczności historycznych. Choć podstawa prawa żydowskiego wykształciła się w Palestynie (lub w drodze do niej), to najistotniejszym doświadczeniem dziejowym, które wpłynęło na rozwój cywilizacji żydowskiej była tzw. niewola babilońska. Wprawdzie część Żydów wróciła później do Palestyny, a nawet ponownie stworzyła niezależne państwo żydowskie, jednak od jej czasu większość Żydów żyje w rozproszeniu, określanym przez Konecznego jako Golus (aszkenazyjska wymowa hebrajskiego słowa גָּלוּת ([gɔluθ], wygnanie)). W niewoli babilońskiej Żydzi z konieczności porzucili, jako niewykonalną poza niepodległym państwem żydowskim (Koneczny nazywa to geograficzną względnością prawa), tę część swoich praw, która określała zasady ekonomiczne, przejęli zaś pojęcia ekonomiczne ówczesnej Babilonii, wtedy też po raz pierwszy zajęli się na dużą skalę handlem. Najistotniejszymi elementami ekonomii żydowskiej były od tego czasu: wyższość własności ruchomej nad nieruchomą i oparcie się na kredycie jako podstawie działalności. Za charakterystyczne uznać należy również to, że wedle Konecznego, kupcy żydowscy, w przeciwieństwie do handlowców innych cywilizacji, zaczynali swoją działalność od razu od wielkiego handlu międzynarodowego, a dopiero wiele wieków później zajęli się handlem detalicznym. Z racji chrześcijańskiego zakazu lichwy Żydzi w średniowiecznej Europie zajęli się bankowością (w niektórych miejscach zmuszały ich do tego ograniczenia w handlu), osiągając w niej pierwotnie monopolistyczną pozycję. Istotną cechą wyrosłą z życia w rozproszeniu jest też brak przywiązania do ziemi i patriotyzmu. Zdaniem Konecznego istnieją co najmniej cztery główne religie żydowskie (mozaizm, judaizm, chasydyzm i pogaństwo żydowskie opisane w Biblii), które jednak różniąc się od siebie zasadniczo w kwestiach dogmatyki czy eklezjologii uznają to samo prawo i tę sama moralność (moralność w cywilizacji żydowskiej wywodzi się z prawa). Biorąc pod uwagę, że sami Żydzi uważają prawo za najistotniejszy element swojej religii (czy też swoich religii), są one często traktowane jako odmiany jednej religii. Religie te łączy też postrzeganie Żydów jako Narodu wybranego. Podstawowym wyróżnikiem moralności żydowskiej jest dla Konecznego jej dwoistość, tj. odmienne zasady jakie mają w niej obowiązywać w stosunkach między Żydami i w stosunkach Żydów z gojami. Żydzi uznawali konieczność przestrzegania praw narodów wśród których żyli, lecz uzasadniali to jedynie dążeniem do zachowania pokoju. W prawie małżeńskim, początkowo preferowana była poligamia, jednak w średniowieczu, głównie ze względów praktycznych, przeważać zaczęła monogamia, która od XIII w stała się jedyną dopuszczalną formą małżeństwa. Cywilizacja żydowska jest jedną z najdokładniej opisanych przez Konecznego (obok bizantyńskiej i łacińskiej). Jej opis budzi też jednak najwięcej kontrowersji (niektórzy twierdzą, że Koneczny podkreślał u Żydów te cechy które uważał za negatywne, ich pozytywne osiągnięcia dostrzegał jedynie w ekonomii) i jest tą częścią teorii Konecznego, która została najwyraźniej sfalsyfikowana, przez wydarzenia, jakie nastąpiły po jego śmierci. Koneczny nie wierzył w możliwość powstania i utrzymania się niepodległego Izraela ze względu na brak patriotyzmu u Żydów, ich niechęć do wojska i ułomność (jednokierunkowość) żydowskiej ekonomii.

#### Cywilizacja arabska
Jest to cywilizacja półsakralna. Rozwinęła się w ustroju rodowym, z niewyemancypowaną rodziną (do jej emancypacji doszło jedynie w kulturze kordoweńskiej). W zakresie stosunku do czasu przedstawiciele tej cywilizacji posiadają świadomość er, lecz nie dochodzą do historyzmu. To cywilizacja dopuszczająca poligamię (do czterech żon w danym czasie), z prawem udzielania rozwodu przysługującym jedynie mężczyznom. Związki między mężczyzną a kobietą/kobietami opierają się na bazie umów w zakresie prawa prywatnego. W zakresie życia publicznego wywodzi się prawo publiczne z prywatnego, np. podatki z obowiązku udzielania jałmużny biednym, służbę wojskową z obowiązku uczestniczenia w świętej wojnie. Z powodu niedostatków tak tworzonego prawa publicznego akceptuje się w tej cywilizacji despotyczną władzę, lecz poddającą swą władzę pod zwierzchnictwo Koranu. O zgodności decyzji władz z Koranem decydują sądy religijne. Do tej cywilizacji zaliczał Koneczny m.in. kulturę kordoweńską, mauretańską i bagdadzką.

#### Cywilizacja bramińska
Jest cywilizacją sakralną, politeistyczną. Rozwinęła się w ustroju rodowym, kastowym. W zakresie stosunku do czasu rozwinęła stosunek do czasu jedynie do kalendarza. W zakresie prawa małżeńskiego jest to cywilizacja poligamiczna. Autonomiczna w sprawach społecznych. W sprawach państwowych dopuszczająca władzę despotyczną (z powodu niewyodrębnienia prawa publicznego), a jednocześnie bez etyczną.

#### Cywilizacja chińska
Rozwinęła się w ustroju rodowym, rozluźniającym się w miastach. W zakresie stosunku do czasu jej przedstawiciele posiadają świadomość cykli. W zakresie prawa małżeńskiego jest to cywilizacja poligamiczna. Autonomiczna w sprawach społecznych. W sprawach państwowych antropolatrii i nieetyczna. Do cywilizacji chińskiej zaliczał Koneczny kulturę japońską i koreańską.

## Wpływ na innych autorów
W kraju teorie Konecznego spotkały się ze znikomym zainteresowaniem
. Jednym z nielicznych jego kontynuatorów był Józef Kossecki. Wykorzystał on metodę socjologiczno-psychologiczną Leona Petrażyckiego, zwłaszcza zaś teorię norm społecznych Leona Petrażyckiego i jego ucznia Henryka Piętki, do głębszego ujęcia mechanizmu funkcjonowania cywilizacji. Szczególnie wyjaśnił mechanizm asymilacji religii i ideologii przez społeczeństwa o różnych typach cywilizacji. Szerokie omówienie nauki porównawczej o cywilizacjach Feliksa Konecznego z uwzględnieniem jego późniejszych modyfikacji zawarł Kossecki w książce Podstawy nowoczesnej nauki porównawczej o cywilizacjach. Socjologia porównawcza cywilizacji (2003).
Zwolennikiem nauki Konecznego o cywilizacjach za granicą był niemiecki profesor uniwersytetu w Moguncji – Anton Hilckman.
Od lat 90. XX wieku pojawiło się wiele publikacji charakteryzujących całość lub część poglądów historiozoficznych Konecznego. Niewielu autorów próbuje rozwijać sformułowaną przez niego teorię cywilizacji.

## Publikacje
- 1893 – Jagiełło i Witold , Lwów;
- 1897 – Dzieje Ślązka: ozdobione licznymi obrazkami , Bytom;
- 1898 – Życie i zasługi A. Mickiewicza, Kraków;
- 1902 – Dzieje Polski za Piastów, Kraków; ^2 Komorów 1997;
- 1903 – Dzieje Polski za Jagiellonów Kraków;
- 1905 – Geografia historyczna, Lwów;
- 1917–1929 – Dzieje Rosji (t. 1 Do roku 1449 Warszawa 1917; t. 2 Litwa a Moskwa w latach 1449–1492, Wilno 1929; t. 3 Schyłek Iwana III 1492-1505, Londyn 1984; całość Komorów 2003);
- 1917 – Tadeusz Kościuszko, Poznań (^2 Poznań 1922, ^3 Warszawa 1996);
- 1920 – O pierwotnej polskości Ziemi Chełmskiej i Rusi Czerwonej , Warszawa;
- 1921 – Polskie Logos a Ethos. Roztrząsanie o znaczeniu i celu Polski. Tom I i II , Poznań, ^2 Komorów 2009;
- 1924 – Dzieje administracji w Polsce w zarysie , Wilno; ^2 Warszawa 1999;
- 1935 – O wielości cywilizacyj Kraków; ^2 Warszawa 2002;
(en) 1962 – On the Plurality of Civilisations, London 1962; ^2 Komorów 2012;
- 1938 – Rozwój moralności , Lublin;
(en) 2016 – The Development of Morality, Komorów;
- 1939 – Święci w dziejach narodu polskiego Warszawa, ^2 Warszawa 1988 ^3 Komorów 2005;
- 1973 – Cywilizacja bizantyńska, Londyn, wyd. pośmiertne;
(en) 2014 – The Byzantine Civilization, Komorów;
- 1974 – Cywilizacja żydowska, Londyn, wyd. pośmiertne; ^2 Komorów 2001, ^3 Krzeszowice 2006;
(en) 2012 – The Jewish Civilization, Komorów;
- 1976 – O ład w historii, Londyn, wyd. pośmiertne; ^2 Wrocław 2004;
(en) 2014 On Order in History, Komorów;
- 1981 – Państwo w cywilizacji łacińskiej. Zasady prawa w cywilizacji łacińskiej, Londyn; ^2 Komorów 1997 pt. Państwo i prawo w cywilizacji łacińskiej;
(en) 2016 – The Latin Civilization, Komorów 2016;
- 1982 – Prawa dziejowe, Londyn ; ^2 Komorów 2001,
(en) 2013 – The Laws of History, Komorów
- 2000 – O sprawach ekonomicznych Kraków; ^2 Warszawa 2006;
- 2002 – Obronić cywilizację łacińską, Lublin.